# Línea 4 (EMT Málaga)
La Línea 4 de la Empresa Malagueña de Transportes (EMT) es una línea de autobús urbano de la ciudad de Málaga que conecta el Paseo del Parque, en el centro de Málaga con la Ciudad de la Justicia en Hacienda Bizcochero (Teatinos).

## Características
La línea 4 está pensada para unir el distrito de Cruz de Humilladero con el centro de la ciudad, y así ha sido desde su creación. Con el crecimiento urbanístico de Málaga a finales del siglo XX, la cabecera de la línea se alargó a Cortijo Alto (lugar que aún hoy figura como cabecera) y posteriormente hasta su ubicación actual en la Ciudad de la Justicia en Teatinos. Discurre por zonas muy diversas de la ciudad y muy densamente pobladas, como es el caso del eje de la avenida Ortega y Gasset y todos los barrios en torno a la plaza de Cruz de Humilladero. 
La línea fue configurada en torno a los años 1950, coexistiendo aún con los tranvías. La empresa concesionaria era J. Ruiz Cano. En sus primeros años prestaba servicio como  «Muelle Heredia – Tiro de Pichón», lugar donde se encontraban entonces sus respectivas cabeceras. El recorrido era muy distinto al actual, debido a que aún no existían ni la avenida de Callejones del Perchel ni la plaza de la Solidaridad. En 1987 la EMT recuperó la concesión de la línea. Al momento de la absorsión existía una línea auxiliar, la 4.1 que comunicaba el Muelle Heredia con el Camino de San Rafael y que finalmente fue absorbida por la línea 4. A finales de los años 1990, se trasladó la cabecera desde el Muelle Heredia hasta su ubicación actual en el Paseo del Parque. 
Ya en el siglo XXI, se estableció la cabecera en Cortijo Alto, en la calle Max Estrella, teniendo la línea que cruzar la autovía MA-20. Con la inauguración de la Ciudad de la Justicia, en 2008, la línea abandonó la cabecera de Max Estrella y se instaló en las inmediaciones de la misma. En 2016 se produjo la última ampliación de la línea, estableciendo la cabecera al lado del bulevar Louis Pasteur. 

### Frecuencias
| de lunes a viernes laborables |           |
| de 7:25 a 23:35               | 15-10 min |
| sábados laborables            |           |
| de 7:25 a 23:35               | 15-10 min |
| domingos y festivos           |           |
| de 6:20 a 0:00                | c. 15 min |

### Material asignado
Esta línea no tiene ningún modelo de autobús asignado. Dependiendo, en parte, de la hora del día. Esta línea circula tanto con autobuses articulados, cómo de estándar (12 metros)

## Recorrido y paradas

### Sentido Paseo del Parque
El camino comienza en la esquina de la avenida de Gregorio Prieto con el bulevar Louis Pasteur en el barrio de Hacienda Bizcochero (Teatinos), cerca de la Ciudad de la Justicia. 
Baja hasta Mesistófeles, a cuyo fin gira a la izquierda por Max Estrella y de ahí gira a la izquierda para la Avenida Ortega y Gasset, por la que continúa hasta la Plaza Cruz de Humilladero. Desde ahí accede a calle La Unión por la calle Flores García. Llegados a la estación de autobuses, el bus gira a la derecha hasta la Plaza de la Solidaridad. La línea continúa por Callejones del Perchel, aunque como la Glorieta Albert Camús está cerrada por las obras del Metro de Málaga, la línea alcanza la Avenida de Andalucía por la Avenida de la Aurora. Llegados al Puente de Tetuán, atraviesa la Alameda Principal y el Paseo del Parque. 
La cabecera se encuentra en la Plaza del General Torrijos, al final del Paseo del Parque, cerca de La Malagueta. 
| Código | Parada                                        | Común con                     | Otras conexiones      |
| ------ | --------------------------------------------- | ----------------------------- | --------------------- |
| 423    | GREGORIO PRIETO – PASTEUR                     | N4                            | Ciudad de la Justicia |
| 476    | Gregorio Prieto – Franz Kafka                 | 11 22 N4                      |                       |
| 473    | Gregorio Prieto – Ciudad de la Justicia       | 11 22 N4                      |                       |
| 474    | Mefistófeles – Cortijo Alto                   | 22                            |                       |
| 475    | Max Estrella – Cortijo Alto                   | 22                            |                       |
| 463    | Av. Ortega y Gasset – Palacio de Ferias       | 19 22 N3                      |                       |
| 464    | Av. Ortega y Gasset – Sta. Cristina           | 19 22 N3                      |                       |
| 452    | Av. Ortega y Gasset – Tiro de Pichón          | 19 22 N3                      |                       |
| 453    | Av. Ortega y Gasset – La Rosa                 | 19 22 N3                      |                       |
| 454    | Av. Ortega y Gasset                           | 19 22 N3                      |                       |
| 455    | Av. Ortega y Gasset – Bda. El Carmen          | 19 22 N3                      | Barbarela             |
| 456    | Av. Ortega y Gasset – Santa Julia             | 19 N2 N3                      |                       |
| 457    | Cruz de Humilladero                           | 19 N2 N3                      | La Unión              |
| 458    | La Unión – Santa Marta                        | 19 20 N3                      | La Unión              |
| 460    | La Unión – Edisson                            | 19 20 N3                      |                       |
| 468    | Paseo de los Tilos – Plaza de la Solidaridad  | 19 20 N3                      | Estación de autobuses |
| 469    | Callejones del Perchel – Mercado              | 19 91 N3                      |                       |
| 662    | Av. de Andalucía                              | 7 8 14 19 21 23 38 92 A N3 N2 | Málaga-Centro-Alameda |
| 470    | Alameda Principal Sur                         | 19 25 E N3                    | Atarazanas            |
| 366    | Paseo del Parque – Plaza de la Marina         | 14 19 25 A E N3               |                       |
| 401    | PASEO DEL PARQUE – PLAZA DEL GENERAL TORRIJOS |                               |                       |

### Sentido Cortijo Alto
El recorrido comienza en la Plaza General Torrijos, al final del Paseo del Parque. 
Tras salir de la cabecera, da la vuelta a la rotonda y vuelve a encarar el Parque, y lo atraviesa junto a la Alameda hasta llegar al Puente de Tetuán. Tras cruzar el puente, alcanza Callejones de Perchel a través de la Glorieta Albert Camús para llegar a la Plaza de la Solidaridad. A partir de aquí, la línea continúa por el Paseo de los Tilos hasta la Plaza Cruz de Humilladero, continuando entonces por la Avenida Ortega y Gasset. Tras cruzar el puente sobre la Ronda Oeste, gira a la derecha por Max Estrella y desde aquí continuamos por Mesistófeles, pasando por debajo de la Avenida Blas Infante. Finalmente sube por la avenida Gregorio Prieto. 
Finaliza el trayecto en la esquina de la avenida Gregorio Prieto con el bulevar Louis Pasteur, próxima a la estación de metro de Ciudad de la Justicia en el barrio de Hacienda Bizcochero (Teatinos). 
| Código | Parada                                        | Común con             | Otras conexiones      |
| ------ | --------------------------------------------- | --------------------- | --------------------- |
| 401    | PASEO DEL PARQUE – PLAZA DEL GENERAL TORRIJOS |                       |                       |
| 164    | Paseo del Parque                              | 1 14 19 25 36 37 E N3 |                       |
| 1803   | Paseo del Parque – Plaza de la Marina         | 1 14 19 25 36 37 E N3 |                       |
| 425    | Alameda Principal Norte                       | 14 19 25 E N3         | Atarazanas            |
| 416    | Av. de Andalucía                              | 14 19 A N3            | Málaga-Centro-Alameda |
| 417    | Callejones del Perchel – Mercado              | 19 N3                 |                       |
| 2417   | Paseo de los Tilos – Estación de autobuses    | 19 20 N3              | Estación de autobuses |
| 406    | Paseo de los Tilos – Calatrava                | 19 20 N3              |                       |
| 407    | Paseo de los Tilos – Cruz de Humilladero      | 19 20 N3              |                       |
| 408    | Av. Ortega y Gasset – Cruz de Humilladero     | 19 N3                 |                       |
| 409    | Av. Ortega y Gasset – Santa Julia             | 19 N3                 | Barbarela             |
| 410    | Av. Ortega y Gasset – Bda. El Carmen          | 19 22 31 N3           |                       |
| 477    | Av. Ortega y Gasset – La Rosa                 | 19 22 N3              |                       |
| 414    | Av. Ortega y Gasset – Tiro de Pichón          | 19 22 N3              |                       |
| 415    | Av. Ortega y Gasset – Sta. Cristina           | 19 22 N3              |                       |
| 418    | Max Estrella – Palacio de Ferias              | 22                    |                       |
| 419    | Mefistófeles – Cortijo Alto                   | 22                    |                       |
| 420    | Gregorio Prieto – Ciudad de la Justicia       | 11 22 N4              |                       |
| 2207   | Gregorio Prieto – Franz Kafka                 | 11 22 N4              |                       |
| 423    | GREGORIO PRIETO – PASTEUR                     | N4                    | Ciudad de la Justicia |

## Servicios especiales

### Feria
Durante la Feria de Málaga, la línea 4 de la EMT, a partir de las 20:00 de la tarde pasa a realizar servicio como «Cruz de Humilladero – Feria», conectando directamente los barrios a los que da servicio con el Cortijo de Torres y suprimiendo su paso por Teatinos. 

### Semana Santa
En Semana Santa y con motivo del cierre al tráfico del eje Alameda Principal–Paseo del Parque debido a los desfiles procesionales, la línea 4 traslada su cabecera del Paseo del Parque al Muelle Heredia. Así mismo, se amplía le horario de la línea hasta las 3:15 de la mañana.